# 大刺䱻
大刺䱻（学名：Hemibarbus macracanthus）为輻鰭魚綱鯉形目鲤科䱻屬的鱼类，是中国的特有物种。分布于珠江水系分布于郁江的干支流等。该物种的模式产地在广西桂平、百色、龙州。體長可達30公分，可做為食用魚。

## 扩展阅读
維基物種上的相關：大刺䱻